# Lübsche Straße 60 (Wismar)
Das Wohn- und Geschäftshaus Lübsche Straße 60 in Wismar-Altstadt, Lübsche Straße stammt von 1601.
Das Gebäude steht unter Denkmalschutz. Es wird heute durch Wohnungen und einen Laden genutzt.

## Geschichte

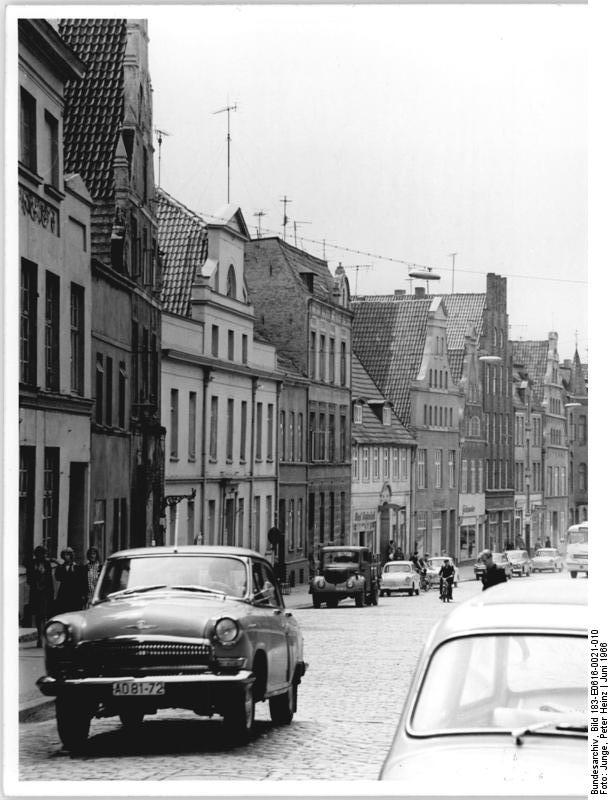
Lübsche Straße 48–64 (1966)

Das zweigeschossige verputzte barocke Haus von 1601 hat einen zweigeschossigen geschweiften Giebel mit einem Dreieckabschluss sowie eine Kemlade.
Das Haus wurde 1992/93 auch mit Mitteln der Städtebauförderung saniert. Es hat einen Laden und Wohnungen.